# 소노베촌 (교토부)
소노베촌(일본어: 園部村)은 일본 교토부 후나이군에 설치되었던 촌이다.

## 역사
- 1889년 4월 1일 - 정촌제 시행에 의해 5촌의 구역을 가지고 성립하였다.
- 1929년 4월 10일 - 도미노쇼촌과 합병해 도미모토촌이 성립, 동일 소노베촌은 폐지되었다.

## 교통

### 철도
- 일본 철도성
  - 산인 본선

### 도로
- 산인 가도 (현 국도 제9호선)

현재는 구 지역에 교토종관 자동차도가 지나가지만 당시엔 미개통 

## 참고문헌
- 角川日本地名大辞典 26 京都府